# Ampère – Victor Hugo
Ampère - Victor Hugo - stacja metra w Lyonie, na linii A. 
Stacja została otwarta 2 maja 1978.